# Dán Kelet-indiai Társaság
A Dán Kelet-indiai Társaság (dánul: Dansk Ostindisk Kompagni) egy dán koncessziós vállalat volt.

## Története

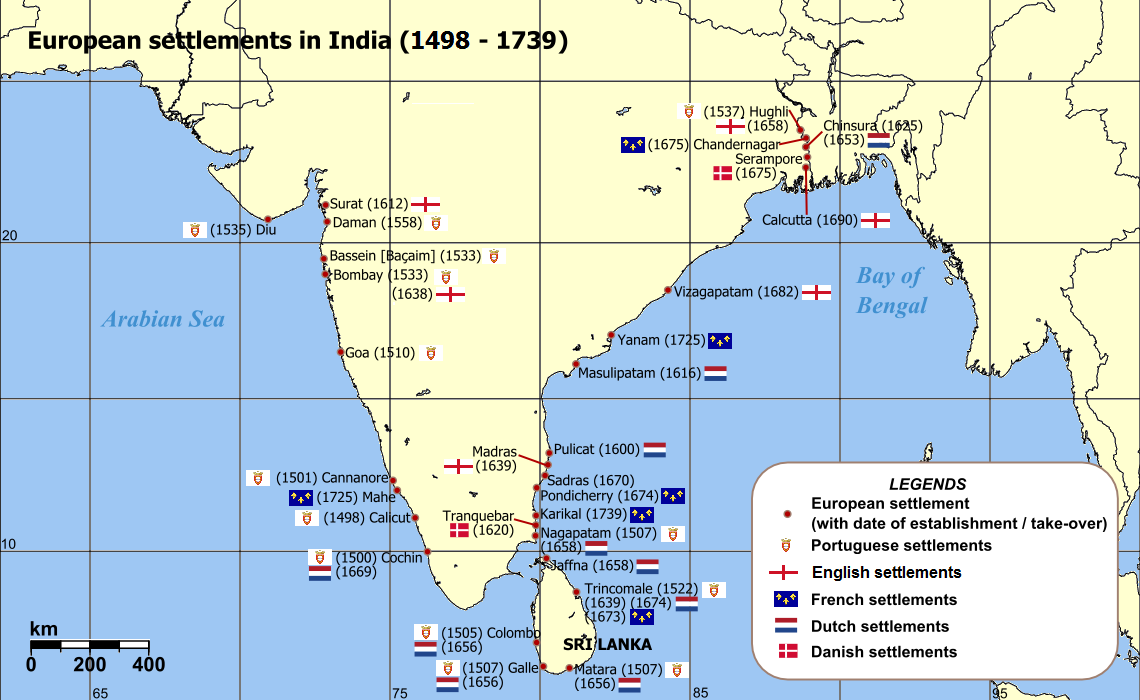
Dán és más európai gyarmatok Indiában.

A társaság 1616-ban alakult IV. Keresztély dán király ösztönzésére. Az Indiával való kereskedelem céljából hozták létre, központja a trankebari Dansborg, Dán India kormányzati székhelye volt. A kormányzót Opperhovednak is nevezték. Fénykorukban a Dán és Svéd Kelet-indiai Társaság több teát importált, mint a Brit Kelet-indiai Társaság – a szállítmány 90%-át pedig Nagy-Britanniába csempészték be, ami rengeteg hasznot hozott a két szervezetnek.
A társaság rövid virágzás után elvesztette jelentőségét, 1729-ben meg is szüntették. 1732-ben Ázsiai Társaság (Asiatisk Kompagni) néven alakították újjá, ám ez a szervezet 1772-ben elvesztette monopolhelyzetét, Dán India pedig 1779-ben brit koronagyarmat lett.
A napóleoni háborúk idején a brit flotta 1801-ben és 1807-ben megostromolta Koppenhágát. A második csatát követően Dánia (azon kevés nyugat-európai állam egyike, amelyet Napóleon nem szállt meg) elvesztette flottáját és Helgoland szigetét (ez 1890-ben Németországhoz került). 1845-ben Dánia indiai és az Aranyparton található gyarmatait Nagy-Britanniának adta el.

## Lásd még
- Trankebar
- Serampore
- Andamán- és Nikobár-szigetek
- India történelme
- Dánia történelme
- Kelet-indiai Társaságok